# Фалкън-9
„Фалкън-9“ (на английски: Falcon 9) е двустепенна ракета носител за многократна употреба, произвеждана от американската корпорация Спейс Екс, основана от милиардера Елън Мъск. Двигателите на Фалкън-9 използват за гориво керосин и течен кислород като окислител. Масата на базовия вариант на Фалкън-9 е около 333 тона, като ракетата може да изведе на ниска околоземна орбита полезен товар от 10 450 кг и съответно 4540 кг на геостационарна орбита. Цената на изстрелване е между 45 и 50 млн. долара, което я прави най-евтината ракета носител на пазара.
След неколкократни отлагания първият полет е планиран за 16 май 2010 г., но се извършава на 4 юни 2010 година и е успешен.
Понастоящем американската космическа агенция НАСА има сключен договор с компанията Спейс Екс за производство и експлоатация на космически кораб за многократна употреба – „Дракон“, който заедно с ракетата Фалкън-9 ще замени отиващите в пенсия космически совалки.

## Конфигурации
Първоначално Спейс Екс предвижда пускането на три версии на ракетата Фалкън – Фалкън-1, Фалкън-5 (която впоследствие е анулирана) и Фалкън-9. След като Фалкън-5 е анулирана, а Фалкън-9 влиза в експлоатация, Спейс Екс обявява разработката на още по-голяма ракета – Фалкън Хеви. Освен това Спейс Екс стартира и програма за подобряване на самата Фалкън-9. Първоначалната версия на Фалкън-9 се обозначава като v1.0, докато подобрената версия е именувана v1.1. Тя се различава от първата версия по издължената първа степен, по-големите горивни резервоари и нови по-мощни двигатели (Мерлин-1Д). Това увеличава капацитета на ракетата от 9 на 13 тона. Освен това новата първа степен ще се използва и като странични бустери на Фалкън Хеви.

## Полети
| Полет № | Дата и час (GMT)       | Конфигурация | Товар                | Клиент                               | Резултат | Бележки |
| ------- | ---------------------- | ------------ | -------------------- | ------------------------------------ | -------- | --- |
| 1       | 4 юни 2010, 18:45      | v1.0         | Макет на Дракон      | Спейс Екс                            | Успех    | Първи полет на Фалкън-9. |
| 2       | 8 декември 2010, 15:43 | v1.0         | Дракон Ц1, 2 Cubesat | НАСА, National Reconnaissance Office | Успех    | Първи полет на Дракон; 3 часа тестове в орбита, маневриране и завръщане обратно на Земята. |
| 3       | 22 май 2012            | v1.0         | Дракон Ц2            | НАСА                                 | Успех    | Доставяне на провизии на МКС. |
| 4       | 8 октомври 2012        | v1.0         | Дракон КСУ-1         | НАСА                                 | Успех    | Доставяне на провизии на МКС. При полета един от двигателите на първата степен се поврежда, но ракетата достига успешно планираната орбита, тъй като е проектирана да може да работи дори само със 7, вместо с 9 двигатели. |
| 5       | 1 март 2013            | v1.0         | Дракон КСУ-2         | НАСА                                 | Успех    | Доставяне на провизии на МКС. |